# Blieskastel
Blieskastel è un comune tedesco nel circondario del Saarpfalz, nella Saarland. È situato sul fiume Blies a circa 8 km ad ovest di Zweibrücken ed a 20 km ad est di Saarbrücken.
È la città che ha dato i natali al cardinale Joseph Wendel e che ospita la sede principale del gruppo Hager, una società europea del settore metalmeccanico.

## Amministrazione

### Gemellaggi
- Le Creusot, Francia dal 1959
- Castellabate, Italia dal 2008